# 최강의군단
《최강의 군단》은 에이스톰에서 개발한 액션 MMORPG 온라인 게임이다.

## 등장인물

### 플레이어블 캐릭터
- 오드리
- 톰
- 제리
- 화란
- 데릭
- 맥
- 마리
- 나그네
- 하미레즈
- 아라공주
- 갈가마귀
- B
- 헤이디어즈
- 비광
- 제리
- 에단 호
- 이자나미

## 해외 진출
2015년 10월, 제작사 에이스톰은 KOG와 같이 《최강의 군단》의 미국 및 유럽 서비스 계약을 체결했다고 밝혔다.

## 역사
- 2011년 5월 : MC 프로젝트 시작
- 2013년 2월 : 비공개 FGT 진행
- 2013년 6월 : 클로즈 베타 테스트 (CBT) 진행
- 2013년 12월 : 라이브 베타 테스트 (LBT) 진행
- 2014년 9월 19일 : PC방 사전 오픈 시작
- 2014년 9월 26일 : 오픈 베타 테스트 (OBT) 시작
- 2015년 4월 8일 : 투니랜드 채널링 시작
- 2015년 4월 30일 : 넥슨 채널링 시작
- 2017년 10월 31일 : 서비스 종료